# 292. pehotni polk (Italija)
292. pehotni polk Zara je bil pehotni polk Kraljeve italijanske kopenske vojske.

## Zgodovina
Med drugo svetovno vojno je bil polk nastanjen v Dalmaciji.